# Carrel

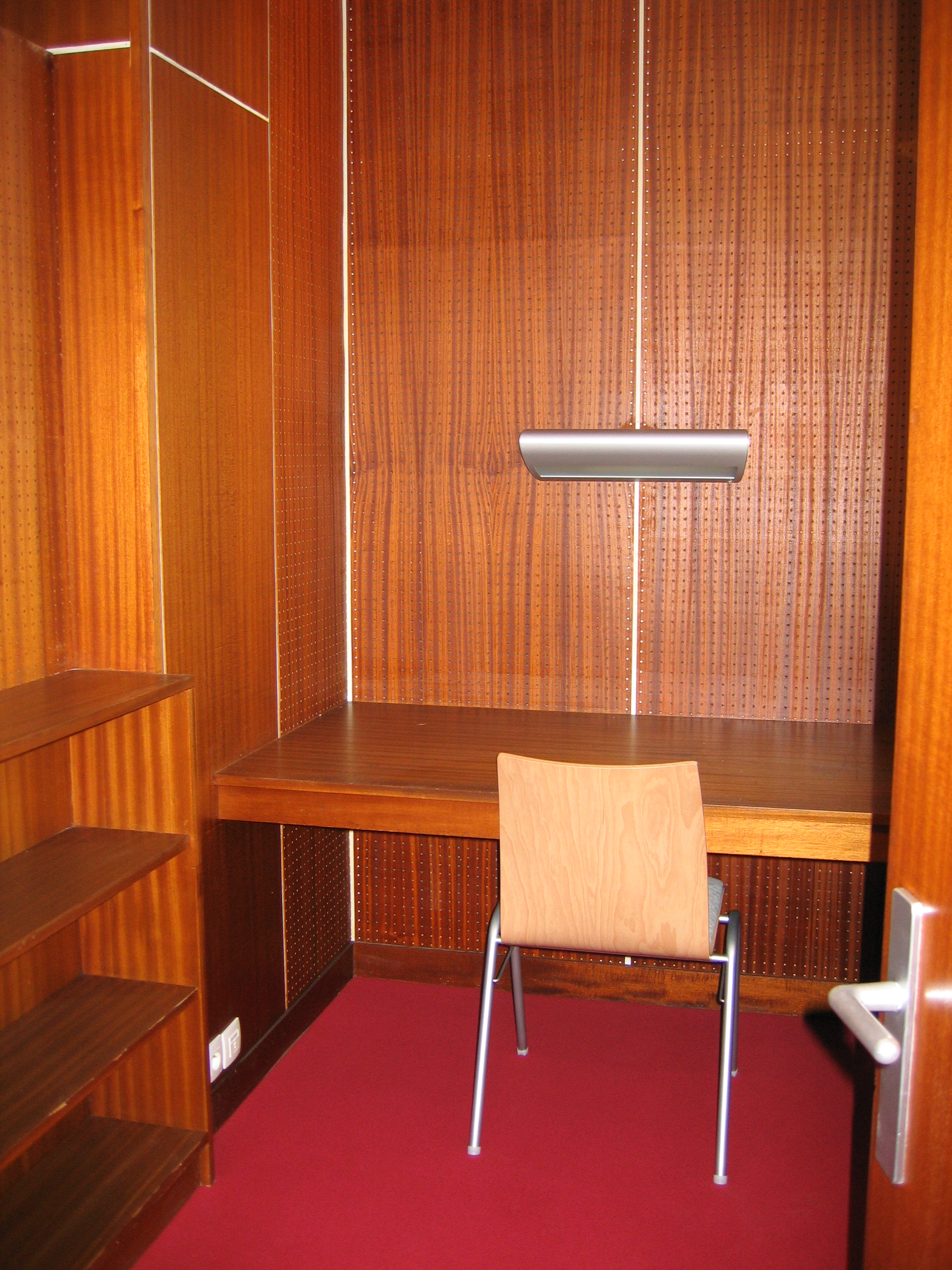
Carrel in einer Bibliothek

Als Carrel wird eine Lesekabine bezeichnet.
Viele Hochschulbibliotheken stellen ihren Nutzern Carrels für Einzel- oder Gruppenarbeiten zur Verfügung, um dort wissenschaftliche Arbeiten, z. B. Dissertationen, ungestört bearbeiten zu können. In der Regel kann der Arbeitsplatz dort für einen begrenzten Zeitraum reserviert werden. Diese Carrels sind verschließbar und können nur vom betreffenden Nutzer besetzt werden.